# Reyare Thomas
Reyare Thomas (Chaguanas, 23 novembre 1987) è una velocista trinidadiana.

## Palmarès
| Anno | Manifestazione      | Sede           | Evento      | Risultato  | Prestazione | Note                                     |
| ---- | ------------------- | -------------- | ----------- | ---------- | ----------- | ---------------------------------------- |
| 2007 | Campionati NACAC    | San Salvador   | 200 m piani | Batteria   | 24"21       |                                          |
| 2007 | Giochi panamericani | Rio de Janeiro | 200 m piani | Batteria   | 24"10       |                                          |
| 2009 | Campionati CAC      | L'Avana        | 200 m piani | Bronzo     | 23"61       |                                          |
| 2009 | Campionati CAC      | L'Avana        | 4×100 m     | Bronzo     | 43"75       |                                          |
| 2009 | Mondiali            | Berlino        | 4×100 m     | 6ª         | 43"43       |                                          |
| 2010 | Giochi CAC          | Mayagüez       | 100 m piani | Batteria   | 12"00       |                                          |
| 2010 | Giochi CAC          | Mayagüez       | 4×100 m     | 5ª         | 45"01       |                                          |
| 2013 | Campionati CAC      | Morelia        | 100 m piani | Batteria   | 11"71       |                                          |
| 2013 | Campionati CAC      | Morelia        | 4×100 m     | Argento    | 43"67       |                                          |
| 2013 | Mondiali            | Mosca          | 4×100 m     | Batteria   | 43"01       |                                          |
| 2014 | World Relays        | Nassau         | 4×100 m     | Bronzo     | 42"66       |                                          |
| 2014 | World Relays        | Nassau         | 4×200 m     | Finale     | dnf         |                                          |
| 2014 | Commonwealth        | Glasgow        | 200 m piani | Semifinale | 23"35       |                                          |
| 2014 | Commonwealth        | Glasgow        | 4×100 m     | 8ª         | 44"78       |                                          |
| 2015 | World Relays        | Nassau         | 4x100 m     | 5ª         | 42"88       |                                          |
| 2015 | Giochi panamericani | Toronto        | 200 m piani | 7ª         | 23"32       |                                          |
| 2015 | Giochi panamericani | Toronto        | 4×100 m     | Batteria   | dnf         |                                          |
| 2015 | Campionati NACAC    | San José       | 100 m piani | 8ª         | 11"54       |                                          |
| 2015 | Campionati NACAC    | San José       | 4×100 m     | Bronzo     | 44"24       |                                          |
| 2015 | Mondiali            | Pechino        | 200 m piani | Semifinale | 23"03       |                                          |
| 2015 | Mondiali            | Pechino        | 4×100 m     | Bronzo     | 42"03       | Record nazionale                         |
| 2016 | Giochi olimpici     | Rio de Janeiro | 200 m piani | Batteria   | 22"97       |                                          |
| 2017 | World Relays        | Nassau         | 4×200 m     | 4ª         | 1'32"63     |                                          |
| 2018 | Commonwealth        | Gold Coast     | 100 m piani | 7ª         | 11"51       |                                          |
| 2018 | Commonwealth        | Gold Coast     | 4×100 m     | 4ª         | 43"50       |                                          |
| 2018 | Giochi CAC          | Barranquilla   | 4×100 m     | Argento    | 43"61       |                                          |
| 2018 | Campionati NACAC    | Toronto        | 200 m piani | 8ª         | 23"73       |                                          |
| 2019 | World Relays        | Yokohama       | 4×100 m     | Batteria   | 43"67       |                                          |
| 2019 | Mondiali            | Doha           | 4×100 m     | 6ª         | 42"71       | Miglior prestazione personale stagionale |
| 2022 | Campionati NACAC    | Freeport       | 200 m piani | Finale     | dnf         |                                          |
| 2022 | Campionati NACAC    | Freeport       | 4x100 m     | 4ª         | 43"81       |                                          |
| 2023 | Giochi CAC          | San Salvador   | 4x100 m     | Argento    | 43"43       |                                          |
| 2023 | Mondiali            | Budapest       | 4×100 m     | Batteria   | 42"85       |                                          |
| 2023 | Giochi panamericani | Santiago       | 200 m piani | 5ª         | 23"79       |                                          |